# Fibla (Fibla) hesperica
Fibla (Fibla) hesperica is een kameelhalsvliegensoort uit de familie van de Inocelliidae. De soort komt voor in Spanje en Portugal.
Fibla (Fibla) hesperica werd voor het eerst wetenschappelijk beschreven door Navás in 1915.